# 鳥取県道28号米子停車場線
鳥取県道28号米子停車場線（とっとりけんどう28ごう よなごていしゃじょうせん）は、鳥取県米子市内を通る県道（主要地方道）である。

## 概要

### 路線データ
- 起点：鳥取県米子市明治町・米子駅前交差点（鳥取県道102号米子広瀬線交点）
- 終点：鳥取県米子市加茂町2丁目・加茂町2丁目交差点（国道9号・鳥取県道47号米子境港線交点）
- 総延長：0.7 km

## 歴史
- 1993年（平成5年）5月11日 - 建設省から、県道米子停車場線が米子停車場線として主要地方道に指定される[1]。

## 地理

### 通過する自治体
- 米子市

### 交差する道路
- 鳥取県道102号米子広瀬線（米子市明治町・米子駅前交差点、起点）
- 国道9号（鳥取県道101号米子伯太線重複）・鳥取県道47号米子境港線（米子市加茂町2丁目・加茂町2丁目交差点、終点）